# Bradley Roland Will
 (novembre 2014).
 (juillet 2010).
Bradley Roland Will, né le 14 juin 1970 à Evanston, Illinois, était un militant américain affilié à Indymedia. Il mourut le 27 octobre 2006 à Oaxaca, Mexique des suites de blessures par tirs d’armes à feu lors d’une manifestation.

## Biographie
Brad Will était un réalisateur habitué des films documentaires. Au début du mois d'octobre 2006, il se rendit au Mexique, avec un visa de tourisme, pour couvrir les événements d'Oaxaca liés à la grève des enseignants. 
Le 27 octobre 2006, alors qu'il filmait près d'une barricade montée par les manifestants, des hommes armés en habits de civils ouvrirent le feu en direction de la barricade. Brad fut touché à deux reprises et sa mort sera attestée peu de temps après, malgré sa mise à l'écart. Deux manifestants, Esteban Zurita López et l'enseignant Emilio Alonso Fabián, seront également tués, et plusieurs autres, blessés.
Une organisation médiatique locale prétend que l'ancien maire, Pedro Carmona, membre du Parti révolutionnaire institutionnel, serait le tireur responsable de la mort de Brad Will.  
Neuf hommes soupçonnés de l'assassinat de Brad Will furent arrêtés en octobre 2008. Huit seront libérés sous caution après 24 heures, dont Octavio Perez, accusé d'avoir couvert le meurtre. Le neuvième homme, Juan Manuel Martinez Moreno, sera lui, directement accusé du meurtre. Membre de l'Assemblée populaire des peuples d'Oaxaca (APPO), Moreno était secrétaire de la régie des sports de la municipalité Santa Lucia del Camino. Selon la population locale, qui conteste cette version officielle,, et selon l'APPO, tout comme la famille de Brad Will, les tireurs auraient agi à la solde du gouverneur local, Ulises Ruiz Ortiz.
La dernière vidéo de Brad Will est constituée d'images de son assassinat. Ses amis à New York fonderont une association, Friends of Brad Will, après son décès. Cette association organisera notamment une manifestation regroupant 200 personnes au consulat mexicain de New York le 30 octobre, pour protester contre ces évènements. Le représentant démocrate du 16e district de New York (Bronx), José Serrano, saisit la Secrétaire d'Etat Condoleezza Rice en mai 2007 sur cette question. Depuis, des commémorations sont organisées annuellement à la mémoire de Brad Will par l'APPO.
Le Sous-commandant Marcos commenta cette disparition en parlant de Will comme d’un « compañero » qui l'eut accompagné durant le tour du Mexique que fut l'opération « L'autre Campagne »[réf. nécessaire]